# Кубок европейских чемпионов по волейболу среди женщин 1985/1986
26-й розыгрыш Кубка европейских чемпионов по волейболу среди женщин проходил со 2 ноября 1985 по 16 февраля 1986 года с участием 20 клубных команд стран-членов Европейской конфедерации волейбола (ЕКВ). Финальный этап был проведён в Уппсале (Швеция). Победителем турнира в 3-й раз в своей истории стала советская команда ЦСКА (Москва).

## Команды-участницы
| Страна     | Команда                                     |                          |
| ---------- | ------------------------------------------- | ------------------------ |
| Австрия    | «Пост» (Вена)                               | Чемпион Австрии 1985     |
| Албания    | «Скендербеу» (Корча)                        | Чемпион Албании 1985     |
| Бельгия    | «Хермес» (Остенде)                          | Чемпион Бельгии 1985     |
| Болгария   | ЦСКА «Септемврийско Знаме» (София)          | Чемпион Болгарии 1985    |
| Венгрия    | «Тунгшрам» (Будапешт)                       | Чемпион Венгрии 1985     |
| ГДР        | «Динамо» (Берлин)                           | Чемпион ГДР 1985         |
| Греция     | «Панаинаикос» (Афины)                       | Чемпион Греции 1985      |
| Израиль    | «Хапоэль-Нааман» (Афула)                    | Чемпион Израиля 1985     |
| Испания    | «Эспаньол-Корнелья» (Корнелья-де-Льобрегат) | Чемпион Испании 1985     |
| Италия     | «Олимпия Теодора» (Равенна)                 | Чемпион Италии 1985      |
| Нидерланды | «Олимпус» (Снек)                            | Чемпион Нидерландов 1985 |
| Норвегия   | «Бергкамератене» (Конгсберг)                | Чемпион Норвегии 1985    |
| Польша     | «Чарни» (Слупск)                            | Чемпион Польши 1985      |
| Португалия | «Лейшойнш» (Матозиньюш)                     | Чемпион Португалии 1985  |
| СССР       | ЦСКА (Москва)                               | Чемпион СССР 1985        |
| Турция     | «Эджзаджибаши» (Стамбул)                    | Чемпион Турции 1985      |
| Франция    | «Кламар» (Кламар)                           | Чемпион Франции 1985     |
| ФРГ        | «Виктория» (Аугсбург)                       | Чемпион ФРГ 1985         |
| Швейцария  | «Лозанна» (Лозанна)                         | Чемпион Швейцарии 1985   |
| Югославия  | «Палома-Браник» (Марибор)                   | Чемпион Югославии 1985   |

## Система проведения розыгрыша
В турнире принимали участие чемпионы 20 стран-членов ЕКВ. Соревнования состояли из 1-го раунда, 1/8 и 1/4 финалов плей-офф и финального этапа.
Финальный этап состоял из однокругового турнира с участием четырёх победителей четвертьфинальных пар.

## 1-й раунд
2—9.11.1985
 «Хапоэль-Нааман» (Афула) —  «Эспаньол-Корнелья» (Корнелья-де-Льобрегат)
2 ноября. 3:2 (15:17, 15:2, 2:15, 15:13, 16:14).
9 ноября. 2:3 (15:12, 7:15, 15:5, 11:15, 5:15). Общий счёт игровых очков по итогам двух матчей 116:123.
 «Бергкамератене» —  «Хермес» (Остенде)
2 ноября. 1:3 (15:9, 12:15, 13:15, 9:15).
9 ноября. 0:3 (13:15, 6:15, 14:16).
 «Чарни» (Слупск) —  «Скендербеу» (Корча)
3 ноября. 3:0 (15:1, 15:1, 15:9).
9 ноября. 1:3 (15:9, 9:15, 5:15, 3:15).
 «Пост» (Вена) —  «Олимпус» (Снек)
3 ноября. 1:3 (16:14, 4:15, 11:15, 0:15).
9 ноября. 0:3 (3:15,10:15, 9:15)
От участия в 1-м раунде освобождены:
| ЦСКА (Москва) «Олимпия Теодора» (Равенна) «Динамо» (Берлин) ЦСКА «Септемврийско Знаме» (София) «Тунгшрам» (Будапешт) «Виктория» (Аугсбург) | «Лейшойнш» (Матозиньюш) «Палома-Браник» (Марибор) «Кламар» «Эджзаджибаши» (Стамбул) «Лозанна» «Панатинаикос» (Афины) |

## 1/8 финала
7—15.12.1985
 «Тунгшрам» (Будапешт) —  «Олимпус» (Снек)
7 декабря. 3:0 (15:11, 15:6, 15:8).
14 декабря. 0:3 (5:15, 13:15, 10:15). Общий счёт игровых очков по итогам двух матчей 73:70.
 «Лозанна» —  «Эспаньол-Корнелья» (Корнелья-де-Льобрегат)
7 декабря. 3:1 (15:8, 11:15, 15:11, 15:8).
14 декабря. 2:3 (15:13, 15:10, 10:15, 7:15, 11:15).
 ЦСКА (Москва) —  «Палома-Браник» (Марибор)
7 декабря. 3:0.
15 декабря. 3:0
 ЦСКА «Септемврийско Знаме» (София) —  «Олимпия Теодора» (Равенна)
8 декабря. 2:3 (10:15, 15:11, 4:15, 15:1, 7:15).
15 декабря. 1:3
 «Динамо» (Берлин) —  «Виктория» (Аугсбург)
8 декабря. 3:0.(15:6, 15:5, 15:8)
15 декабря. 3:0
 «Кламар» —  «Чарни» (Слупск)
8 декабря. 0:3.
15 декабря. 0:3
 «Панатинаикос» (Афины) —  «Лейшойнш» (Матозиньюш)
8 декабря. 3:2.
15 декабря. 0:3
 «Хермес» (Остенде) —  «Эджзаджибаши» (Стамбул)
8 декабря. 3:0.
15 декабря. 0:3.

## Четвертьфинал
15—22.01.1986
 «Лейшойнш» (Матозиньюш) —  ЦСКА (Москва)
15 января. 0:3 (1:15, 2:15, 4:15).
0:3.
 «Лозанна» —  «Олимпия Теодора» (Равенна)
15 января. 0:3 (7:15, 4:15, 9:15).
22 января. 0:3 (3:15, 4:15, 9:15).
 «Эджзаджибаши» (Стамбул) —  «Динамо» (Берлин)
0:3
0:3
 «Тунгшрам» (Будапешт) —  «Чарни» (Слупск)
15 января. 2:3
22 января. 1:3

## Финальный этап
14—16 февраля 1986.  Уппсала.
Участники:
 ЦСКА (Москва)

 «Олимпия Теодора» (Равенна)

 «Динамо» (Берлин)

 «Чарни» (Слупск)
Команды-участницы провели однокруговой турнир, по результатам которого определена итоговая расстановка мест.

### Результаты
| М | Команда                     | 1   | 2   | 3   | 4   | И | В | П | С/П | О |
| - | --------------------------- | --- | --- | --- | --- | - | - | - | --- | - |
| 1 | ЦСКА (Москва)               |     | 3:0 | 3:0 | 3:1 | 3 | 3 | 0 | 9:1 | 6 |
| 2 | «Олимпия Теодора» (Равенна) | 0:3 |     | 3:0 | 3:2 | 3 | 2 | 1 | 6:5 | 5 |
| 3 | «Динамо» (Берлин)           | 0:3 | 0:3 |     | 3:0 | 3 | 1 | 2 | 3:6 | 4 |
| 4 | «Чарни» (Слупск)            | 1:3 | 2:3 | 0:3 |     | 3 | 0 | 3 | 3:9 | 3 |

14 февраля
 «Олимпия Теодора» —  «Динамо» Берлин
3:0 (15:9, 15:10, 15:3)
 ЦСКА —  «Чарни»
3:1 (15:13, 15:10, 14:16, 15:8)
15 февраля
 «Динамо» Берлин —  «Чарни»
3:0 (15:4, 15:3, 15:10)
 ЦСКА —  «Олимпия Теодора»
3:0 (15:8, 15:9, 15:3)
16 февраля
 «Олимпия Теодора» —  «Чарни»
3:2 (10:15, 15:7, 15:11, 13:15, 15:7)
 ЦСКА —  «Динамо» Берлин
3:0 (15:13, 15:9, 15:1)

### Итоги

#### Положение команд
| ЦСКА (Москва)               |
| «Олимпия Теодора» (Равенна) |
| «Динамо» (Берлин)           |
| 4. «Чарни» (Слупск)         |

#### Призёры
ЦСКА (Москва): Е.Бажина, Луиза Дианова, Дина Качалова, Марина Кирьякова, Татьяна Крайнова, Марина Кумыш, Юлия Салцевич, Светлана Сафронова, Татьяна Сидоренко, И.Черкасова, Татьяна Черкасова. Тренер — Валерий Клигер.
 «Олимпия Теодора» (Равенна): Мануэла Бенелли, Лилиана Бернарди, Цветана Божурина, Алессандра Дзамбелли, Брижит Лесаж, Алессандра Лонги, Россана Пази, Патриция Прати, Патриция Фанара, Чинция Фламиньи. Тренер — Серджо Гуэрра.
 «Динамо» (Берлин): Майке Арльт, Моника Бой, Хайке Вебер, Хайке Йенсен, Сусанне Ламе, Уте Лангенау, Катрин Лангшвагер, Грит Науман, Инес Пианка, Ариане Радфан, Констанц Радфан. Тренер — Зигфрид Кёлер.